# Hans Madsen Kofoed
 Der er flere personer med dette navn, se Hans Madsen Koefoed.
Hans Madsen Kofoed (11. april 1844 på Brandsgaard ved Nexø – 26. juni 1919) var en dansk politiker.
Han var søn af gårdejer Jens Peter Kofoed. Han gik på Rønne højere Realskole fra 1856-62, kom 1863 på Næsgaard Landbrugsskole og derefter i 1866-70 på Landbohøjskolen i København hvor han uddannede sig til landinspektør. Han drog så med sin bestalling tilbage til Bornholm og kom efter få års forløb ind i offentlig virksomhed, blev sognerådsmedlem og fra 1874-77 sognerådsformand i Bodilsker Sogn, flyttede til Rønne og blev der medlem af byrådet; først fra 1882-88 og derefter igen fra 1894 til 1900. 1894-1909 var han formand for Bornholms Brandforsikringsselskab for rørlig Ejendom og 1896-1907 repræsentant for Bornholm i Husmandskreditforeningen for Østifterne, i Østifternes Kreditforening fra 1907. Fra 1893-98 var han revisor i Bornholms Andelssvineslagteri og fra 1902 var han medlem af bestyrelsen for De Bornholmske Jernbaner. Endelig blev det ham, der blev udset til at erobre den bornholmske Landstingskreds fra Højres mand M.P. Jensen ved valget i 1898, og det lykkedes. Han sad i Landstinget til 1906.